# Musikjahr 1594
Liste der Musikjahre

◄◄ | ◄ | 1590 | 1591 | 1592 | 1593 | Musikjahr 1594 | 1595 | 1596 | 1597 | 1598 | ► | ►►

Weitere Ereignisse
Dieser Artikel behandelt das Musikjahr 1594.

## Ereignisse
- Giovanni Battista Bovicellis wichtigste Veröffentlichung ist ein Lehrbuch über die Kunst der Verzierung in Madrigalen und Motetten, wie sie in der Mailänder Kirchenmusik der Spätrenaissance, unter der Leitung von Damiano Scarabelli († 1598) üblich ist. Das Werk trägt den Titel Regole, passaggi di musica, madrigali et motetti passegiati und wird 1594 in Venedig veröffentlicht.
- William Brade ist in den Jahren 1594 bis 1596 am Kopenhagener Hof des dänischen Königs Christian IV. tätig.
- Sethus Calvisius kehrt 1594 nach Leipzig zurück, wo ihm das ehrenvolle Amt des Kantors der Thomasschule und beider Hauptkirchen übertragen wird. Als Thomaskantor wird er Nachfolger von Valentin Otto, der im April 1594 verstorben ist.
- Juan Bautista Comes erhält seine Ausbildung an der Kathedrale von Valencia, wo er zwischen 1594 und 1596 Chorknabe ist. Während dieser Zeit sind dort Juan Ginés Pérez, Ambrosio Cotes und Narciso Leysa tätig, die seine Ausbildung gewährleisten.
- Giovanni Croce wirkt ab 1594 als Vizekapellmeister am Markusdom in Venedig.
- John Dowland begibt sich – nachdem er sich 1594 erfolglos als Nachfolger des verstorbenen königlichen Lautenisten John Johnson beworben hat – auf eine einjährige Auslandsreise und hält sich zunächst am Hof von Heinrich Julius, Herzog von Braunschweig-Wolfenbüttel und des Landgrafen Moritz von Hessen in Kassel auf.
- Jacobus Florius bemüht sich 1594 als Bass-Sänger bei Kaiser Rudolf II. in dessen Kantorei zu wechseln, bleibt aber offenbar ohne Erfolg.
- Johannes de Fossa wird nach etwa 25 Dienstjahren als Stellvertreter Orlando di Lassos nach dessen Tod 1594 zu seinem Nachfolger ernannt, offiziell allerdings erst drei Jahre später. Als Ausgleich dafür erhält de Fossa 1594 die Erhebung in den Reichsadelsstand durch ein Dekret von Kaiser Rudolf II.
- Giulio Cesare Gabussi wirkte ab 1594 als Kapellmeister am Dom zu Mailand.
- Carlo Gesualdo heiratet 1594 durch Vermittlung seines Onkels, des Kardinals Alfonso Gesualdo, erneut und verbringt mit seiner zweiten Ehefrau, Leonora d’Este, zwei Jahre in Ferrara. In dieser Zeit entstehen vermutlich ein Großteil seiner Kompositionen, besonders die ersten vier Madrigalbücher.
- Ruggiero Giovannelli, der zuvor bereits an verschiedenen Kirchen als Kapellmeister tätig gewesen war, wird 1594 als Nachfolger Giovanni Pierluigi da Palestrinas die Kapellmeisterstelle der Cappella Giulia am Petersdom in Rom übertragen.
- Antonius Gosswin ist am 14. Juli 1594 erneut beim Reichstag in Regensburg und leitet dort die Kapelle von Prinz Ernst, Bischof von Freising.
- Johannes Herold, der spätestens 1593 Kantor der evangelischen Stiftsschule in Klagenfurt wurde, veröffentlicht 1594 in Graz seine sechsstimmige, deutschsprachige Matthäuspassion in Motettenform; sie gilt als Hauptwerk der protestantischen Musik Innerösterreichs im 16. Jahrhundert.
- Balduin Hoyoul begleitet den Herzog Friedrich I. mit der gesamten Kapelle im Juni 1594 zum Reichstag nach Regensburg. Wenige Monate später wird er Opfer einer Pestepidemie. Sein Nachfolger in Stuttgart wird Leonhard Lechner, ebenfalls ein Schüler von Orlando di Lasso.
- Claude Le Jeune kehrt 1594 nach Paris zurück und tritt anschließend in die Hofkapelle von König Heinrich IV. ein, welcher ein Mäzen von Claude Le Jeune ist.
- Orlando di Lasso widmet am 24. Mai 1594 sein Werk Lagrimae di San Pietro (Die Bußtränen des heiligen Petrus) Papst Clemens VIII. und stirbt am 14. Juni desselben Jahres. Er hinterlässt seine Witwe Regina und seine Kinder; zwei seiner Söhne, Ferdinand und Rudolph, sind Mitglieder der Hofkapelle. Johannes de Fossa wird di Lassos Nachfolger als Hofkapellmeister. Zwischen 1555 und 1594 hat di Lasso durchschnittlich jeden Monat eine Ausgabe seiner Werke veröffentlicht, und zwar als Individualdrucke oder Sammlungen (Anthologien), seien es Nachdrucke oder neue Werke, eine Zahl, mit der er alle Musikerkollegen übertraf. Die Musikherausgeber in Deutschland, Frankreich, Italien und den Niederlanden wetteiferten geradezu in der Vermarktung neuer oder bereits erschienener Werke des Komponisten.
- Leonhard Lechner, der am 1. August 1585 von Herzog Ludwig von Württemberg als „Musicus“ in die Stuttgarter Hofmusik aufgenommen wurde und hier unter den Kapellmeistern Ludwig Daser und Balduin Hoyoul zunächst als Tenorsänger, später als Hofkomponist diente, wird nach dem Tod Hoyouls 1594, im Frühjahr 1595 Leiter der Hofkapelle.
- Carl Luython ist 1594 Kapellorganist der Hofkapelle von Kaiser Rudolf II.
- Giovanni de Macque übernimmt 1594 die Stelle des Kapellorganisten in der Hofkapelle des Vizekönigs von Neapel.
- Tiburtio Massaino geht 1594 zurück nach Italien, wo er erneut in Cremona, Piacenza und Lodi tätig ist.
- Leonard Meldert ist vom 22. September 1593 bis 3. März 1594 Organist und Kapellmeister an der Kathedrale von Loreto.
- Philippe de Monte wird 1594 von Raphael Sadeler (1561–1630) porträtiert.
- Giovanni Battista Mosto, der seit 1590 in den Diensten des Prinzen Sigismund Báthory von Transsilvanien in Weißenburg stand, reist 1594 nach Köln und tritt in den Dienst des Kurfürsten und Erzbischofs Ernst von Bayern, in dessen Gefolge er in Bonn, Lüttich und Brüssel weilt. In Prag werden 1594 zwei Messen Mostos im Beisein Kaiser Rudolfs aufgeführt, hierzu protokollierte die Hofkammer „Johan Baptista Mosto seindt wegen 2 presentirter meßen 60 thaller bewilligt worden“.
- Giovanni Pierluigi da Palestrina erkrankt Anfang 1594 schwer und stirbt am Morgen des 2. Februar. Er wird in einer Gruft des Petersdoms beigesetzt, in der schon andere Familienmitglieder ruhten. Sein Grab trägt die Inschrift Musicae princeps („Fürst der Musik“). Sein Nachfolger im Amt des Leiters der Cappella Giulia wird am 12. März Ruggiero Giovannelli, und die Position eines Komponisten an der päpstlichen Kapelle geht am 3. April 1594 an Felice Anerio.
- Martin Peudargent, der vor 1550 als Hofkomponist in den Dienst Wilhelms V. von Jülich-Kleve-Berg eingetreten war, wird in der Jülicher Landrentmeisterrechnung von 1587 noch als „Sang-Mr Mertin van Hoya“ genannt, ebenso in der Hofordnung von 1589, dagegen nicht mehr in der Hofordnung von 1594, woraus geschlossen werden darf, dass Peudargent zwischen 1589 und 1594 gestorben ist.
- Andreas Raselius, Kantor an der Neupfarrkirche in Regensburg, komponiert den ersten deutschen Evangelienspruch.
- Francesco Rasi kommt 1594, möglicherweise im Gefolge von Carlo Gesualdo, zu dessen Vermählung nach Ferrara.
- Sebastián Raval verfasst die Lamentationes Hieremiae Prophetae.
- Thomas Ravenscroft ist 1594 wahrscheinlich Sänger im Chor der St Paul’s Cathedral in London, wo für das Jahr 1594 ein „Thomas Raniscroft“ belegt ist.
- Jan Pieterszoon Sweelinck unternimmt als Orgelsachverständiger etliche Reisen um Orgelneubauten abzunehmen, 1594 nach Haarlem.
- Giovanni Maria Trabaci tritt im Jahr 1594 als Sänger in die Kapelle der Kirche Santissima Casa dell’Annunziata in Neapel ein und ist gleichzeitig Organist am Oratorio dei Filippini.
- Jan van Turnhout bekommt 1594 50 Livres für eine Messe bezahlt, die er zu Ehren des Einzugs von Erzherzog Ernst in Antwerpen komponiert hat.
- Orazio Vecchi komponiert 1594 in Modena seine Commedia Harmonia Anfiparnasso. Sie gilt manchem als früher Opern-Versuch, wird trotz seiner Bedeutung heute aber nicht mehr in diesem Zusammenhang gesehen.
- Lodovico Grossi da Viadana erhält 1594 den Posten des Chorleiters an der Kathedrale von Mantua.
- Ludovico Zacconi singt 1594 im Markusdom vor und wird angenommen, jedoch scheint er die Stellung nicht angenommen zu haben.
- Cesare de Zacharia wirkt 1594 in Scheer, vermutlich im Dienste der Familie Fürstenberg.
- Für die Hochzeitsfeierlichkeiten von Carlo Gesualdo mit Eleonora d’Este in Ferrara 1594 komponiert Ercole Pasquini die „favola boscareccia“ I fidi amanti. Die Veröffentlichung erfolgt bereits 1593.

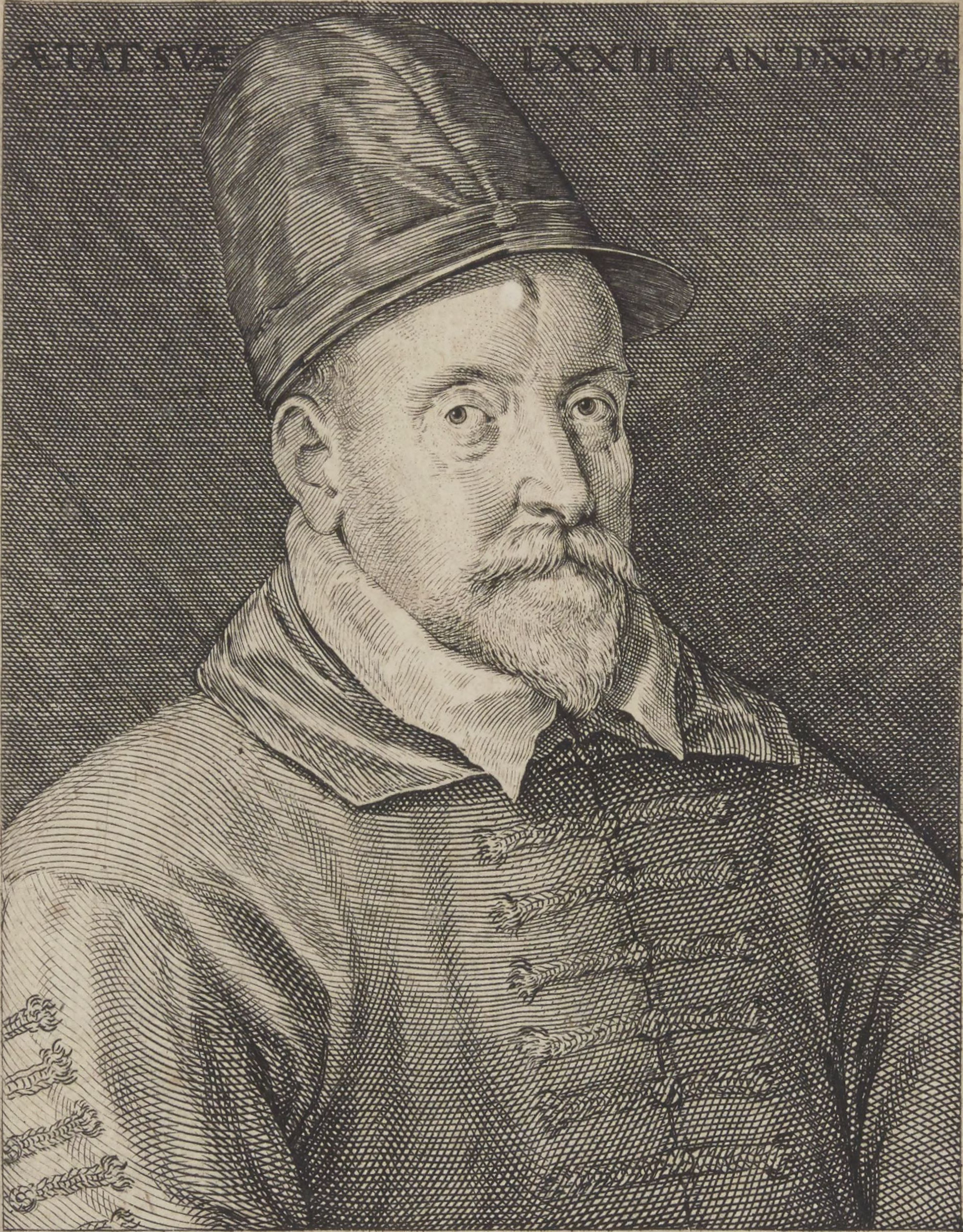
Raphael Sadeler – Porträt Philippe de Montes im Alter von 73 Jahren, 1594

## Instrumental- und Vokalmusik (Auswahl)
- Ippolito Baccusi
  - Psalmi omnes qui in vesperis a Romana Ecclesia decantantur zu vier Stimmen, Buch 2 & 3, Venedig: Ricciardo Amadino (enthält auch ein Magnificat)
  - erstes Buch der Madrigale zu drei Stimmen, Venedig: Ricciardo Amadino
- Luca Bati – II primo libro de Madrigali 5 voci, Venedig (enthält 23 Madrigale von Bati und je eines von Neri Alberti und Antonio Bicci)
- Girolamo Belli – Sacrae cantiones cum B. V. cantico zu zehn Stimmen, Venedig: Ricciardo Amadino (Motetten, ein Magnificat und eine Messe zu acht Stimmen)
- Valerio Bona – Messen und Motetten zu drei Stimmen, Mailand: Francesco & Simon Tini (enthält auch ein Magnificat zu sechs Stimmen)
- Giovanni Battista Bovicelli – Regole, passaggi di musica, madrigali et motetti passegiati
- Sethus Calvisius – Hymni sacri latini et germanici zu vier Stimmen, Erfurt: Georg Baumann
- Jean de Castro
  - Quintines, sextines, sonets zu fünf Stimmen, Köln
  - Scielta de più vaghi madrigali zu fünf Stimmen, Venedig
- Giovanni Croce
  - erstes Buch der Motetten zu acht Stimmen, Venedig: Giacomo Vincenti
  - Novi pensieri musicali zu fünf Stimmen, Venedig: Giacomo Vincenti
- Christoph Demantius – Epithalamium honori nuptiarum Dn. Andreae Goldbeckii cum foemina Anna Christophori Reichij relicta vidua, Leipzig: Zacharias Berwald (Hochzeitslied)
- Scipione Dentice – erstes Buch der Motetten zu fünf Stimmen, Rom: Francesco Coattino
- Giovanni Dragoni – viertes Buch der Madrigale zu fünf Stimmen, Venedig: Giacomo Vincenti
- Johannes Eccard
  - Epithalamion (Was Gott für hat) zu fünf Stimmen, Königsberg: George Osterberg (Hochzeitslied)
  - Dilexi sapientiam zu fünf Stimmen, Königsberg: George Osterberg
- Giovanni Giacomo Gastoldi – Il primo libro de canzonette a 3 voci
- Carlo Gesualdo
  - Madrigali libro primo zu fünf Stimmen, Ferrara: Vittorio Baldini
  - Madrigali libro secundo zu fünf Stimmen, Ferrara: Vittorio Baldini
- Adam Gumpelzhaimer – Neüe Teütsche Geistliche Lieder, nach Art der Welschen Canzonen, zu vier Stimmen, Augsburg: Valentin Schönigk
- Johannes Herold – Historia, deß Leidens unnd Sterbens unsers Herrn und Haylandts Jesu Christu auß dem H. Euangelisten Mattheo zu sechs Stimmen, Graz: Georg Widmanstetter
- Paolo Isnardi – Missa cum motteto zu acht Stimmen, Venedig: Girolamo Scotto Erben
- Orlando di Lasso
  - Lagrime di San Pietro
  - Motetten zu sechs Stimmen, Graz: Georg Widmanstetter
- Claude Le Jeune – Airs mis en musique zu vier bis fünf Stimmen, Paris: Adrian Le Roy & Witwe von R. Ballard (enthält 33 Airs)
- Luzzasco Luzzaschi – viertes Buch der Madrigale zu fünf Stimmen, Ferrara: Vittorio Baldini
- Luca Marenzio – sechstes Buch der Madrigale zu fünf Stimmen, Venedig: Angelo Gardano
- Tiburtio Massaino – Il quarto libro de madrigali, zu fünf Stimmen, Venedig: Angelo Gardano
- Rinaldo del Mel
  - Il quinto libro de madrigali a cinque voci, Venedig: Angelo Gardano
  - Il terzo libro delli madrigaletti a tre voci, Venedig: Angelo Gardano
- Claudio Merulo – Sacrorum concentuum… zu acht, zehn, zwölf und sechzehn Stimmen, Venedig: Angelo Gardano
- Philippe de Monte – L’ottavo libro de madrigali zu sechs Stimmen, Venedig: Angelo Gardano
- Thomas Morley – Madrigalls To Foure Voyces ... The First Booke, London: Thomas Este; darin:
  - Madrigal April is in my mistress’ face
- Giovanni Battista Mosto – drei Messen
- John Mundy – Songs and psalmes composed into 3. 4. and 5. parts, London: Thomas Este

- Giovanni Pierluigi da Palestrina

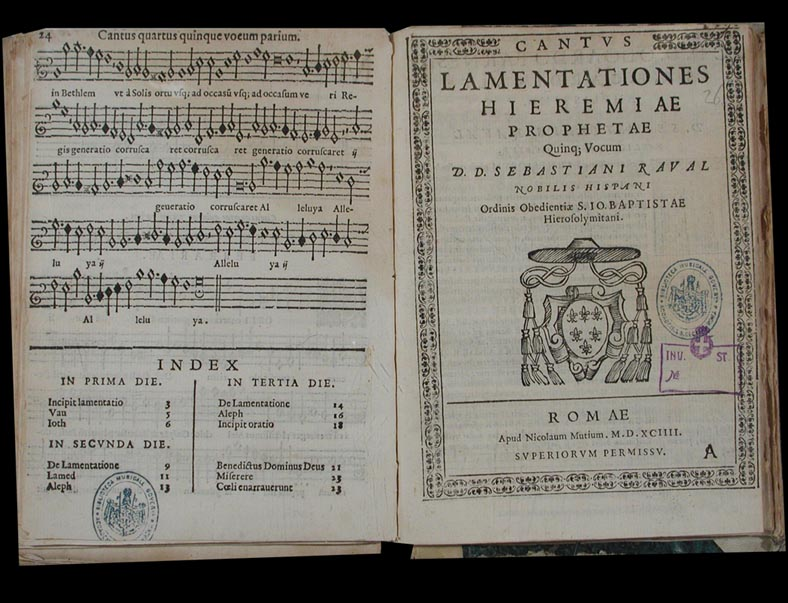
Sebastián Raval – Lamentationes Hieremiae Prophetae.

  - Missae quinque, quatuor ac quinque vocibus concinendae […] liber sextus, Rom: Francesco Coattino
  - Missae quinque, quatuor ac quinque vocibus concinendae […] liber septimus, Rom: Francesco Coattino
  - Individualdruck Delli madrigali spirituali a cinque voci […] libro secondo, Rom (insgesamt 56 geistliche Madrigale)
- Andreas Raselius – Teutscher Sprüche auss den sontäglichen Evangeliis durchs gantze Jar (erster Zyklus mit Evangelienmotetten für das ganze Jahr in deutscher Sprache)
- Sebastián Raval – Lamentationes Hieremiae Prophetae
- Franz Sales – Officiorum missalium […] liber secundus zu fünf bis sechs Stimmen, Prag
- Jan van Turnhout – Sammlung Sacrarum cantionum, liber primus zu fünf bis acht Stimmen, Douai
- Cornelis Verdonck – 4 Chansons, in: Sammlung Chansons zu fünf Stimmen, Antwerpen
- Lodovico Grossi da Viadana – Canzonette a tre Voci, Venedig
- Cesare de Zacharia – Patrocinium Musices, München

## Musiktheater
- Ercole Pasquini – I fidi amanti (Pastorale für die Hochzeitsfeierlichkeiten von Carlo Gesualdo mit Eleonora d’Este in Ferrara, Veröffentlichung 1593)

## Musiktheoretische Schriften
- Giovanni Battista Bovicelli – Regole, passaggi di musica, madrigali et motetti passegiati, Venedig
- Sethus Calvisius – Compendium musicae practicae, Leipzig

## Geboren

### Geburtsdatum gesichert
- 03. Februar: Biagio Marini, italienischer Violinist und Komponist († 1663)
- 20. April: Matthäus Apelt, deutscher Komponist und Kirchenlieddichter († 1648)
- 24. April: Benedikt Lechler, deutscher Komponist, Lautenist, Musikdirektor und Musikpädagoge († 1659)
- 20. August: Nicolas-Francisque Caroubel, französischer Violinist († nach 1657)

### Genaues Geburtsdatum unbekannt
- Jean Mazuel, französischer Violinist aus der Musikerdynastie Mazuel († 1633)

## Gestorben

### Todesdatum gesichert
- 02. Februar: Giovanni Pierluigi da Palestrina, italienischer Komponist (* wahrscheinlich 1525)
- 00. April: Valentin Otto, deutscher Musiker und Leipziger Thomaskantor (* 1529)
- 14. Juni: Orlando di Lasso, franko-flämischer Komponist und Kapellmeister (* 1532)
- 10. Juli: Paolo Bellasio, italienischer Organist und Komponist (* 1554)[1]
- 00. Juli: Girolamo Mei, italienischer Historiker, Musiktheoretiker und Humanist (* 1519)
- 26. November: Balduin Hoyoul, franko-flämischer Musiker und Komponist (* 1547 oder 1548)
- 28. Dezember: Christoph II. Rosenhardt genannt Glockengießer, deutscher Glockengießer und Ratsgenannter (* 1529)

### Genaues Todesdatum unbekannt
- John Johnson, englischer Lautenist und Komponist (* um 1540)

### Gestorben um 1594
- Giovanni Battista Bovicelli, italienischer Franziskaner, Komponist, Sänger und Musiktheoretiker (* um 1550)